# Hans Erich Bödeker
Hans Erich Bödeker (* 1944 in Bielefeld) ist ein deutscher Historiker. Er forschte vor allem zum Zeitalter der Aufklärung und zur Buch- und Lesergeschichte. Lange Zeit war er Mitarbeiter des Max-Planck-Instituts für Geschichte in Göttingen, nach dessen Umwidmung war er Mitarbeiter des Max-Planck-Instituts für Wissenschaftsgeschichte.

## Leben
Bödeker studierte zwischen 1967 und 1973 Geschichtswissenschaft, Philosophie und Romanistik an der Ruhr-Universität Bochum. Zwischen 1973 und 1977 war er wissenschaftliche Hilfskraft am Lehrstuhl Neuere Geschichte III und später wissenschaftlicher Assistent am Lehrstuhl Neuere Geschichte I der Ruhr-Universität Bochum. Von 1977 bis zum Jahr 2006 war er wissenschaftlicher Mitarbeiter am Max-Planck-Institut für Geschichte in Göttingen, von 2006 bis 2009 war er wissenschaftlicher Mitarbeiter am MPI für Wissenschaftsgeschichte in Berlin. Er wurde im Jahr 1983 promoviert.
Bödeker war Gastprofessor an diversen Orten und Universitäten: George-Mason-University, Fairfax, VA (1987), University of California, Los Angeles (UCLA) (1992), Ecole des Hautes Etudes en Sciences Sociales (EHESS), Paris (1992, 2002), Europäisches Hochschulinstitut, Florenz (1999/2000, 2003), Centro de Investigación y Docencia Económicas (CIDE), Mexiko-Stadt (2008), Eötvös-Loránd-Universität, Budapest (2012), Fellow des Netherlands Institute for Advanced Study (NIAS) (1994/1995).
Seine Forschungsschwerpunkte sind Wissenschaftsgeschichte der Human- und Gesellschaftswissenschaften in der Frühen Neuzeit, Buch- und Lesergeschichte, Geschichte der Politischen Theorie der deutschen Aufklärung, Kulturgeschichte der Aufklärung und Georg Forster (1754–1794).

## Akademische Ämter und Funktionen
- 1989–1996 Vorstand des Wolfenbütteler Arbeitskreises für Buchgeschichte
- 1991–1993 im Vorstand des Europäischen Zentrums für Aufklärungs- und Pietismusforschung der Martin-Luther-Universität, Halle-Wittenberg
- 1994–2010 im Vorstand der Lessing-Akademie, Wolfenbüttel
- 1996–2001 im Wissenschaftlichen Beirat des Institut d’Histoire Moderne et Contemporaine, Paris
- 1999–2010 Mitglied der Jury des Lessing-Preises für Kritik (Lessing-Akademie, Wolfenbüttel)
- seit 1999 Mitglied der Historischen Kommission des Börsenvereins des Deutschen Buchhandels, Frankfurt a. M.

## Auszeichnungen
- 2008 Ernennung zum Doctor et Professor honoris causae der Eötvös-Loránd-Universität, Budapest
- 2012 Ernennung zum profesor affiliado des Centro de Investigación y Docencia Económicas (CIDE), Mexiko-Stadt

## Veröffentlichungen (Auswahl)
- mit Georg G. Iggers, Jonathan B. Knudsen und Peter H. Reill (Hrsg.): Aufklärung und Geschichte. Studien zur deutschen Geschichtswissenschaft im 18. Jahrhundert, Göttingen 1986 (2. Auflage 1992).
- mit Ulrich Hermann (Hrsg.): Über den Prozeß der Aufklärung in Deutschland im 18. Jahrhundert. Personen, Institutionen, Medien, Göttingen 1987.
- mit Ulrich Hermann (Hrsg.): Aufklärung als Politisierung – Politisierung der Aufklärung, Hamburg 1987.
- mit Ernst Hinrichs (Hrsg.): Alteuropa, Ancien Regime, Frühe Neuzeit. Probleme und Methoden der Forschung, Stuttgart-Bad Cannstatt 1991.
- mit Rudolf Vierhaus et al. (Hrsg.): Frühe Neuzeit – Frühe Moderne? Forschungen zur Vielschichtigkeit von Übergangsprozessen, Göttingen 1992.
- (Hrsg.): Histoires du livre. Nouvelles orientations, Paris 1995.
- mit Peter H. Reill und Jürgen Schlumbohm (Hrsg.): Wissenschaft als kulturelle Praxis, 1750–1900, Göttingen 1999.
- mit Ernst Hinrichs (Hrsg.): Alphabetisierung und Literalisierung in Deutschland in der Frühen Neuzeit, Tübingen 1999.
- (Hrsg.): Begriffsgeschichte, Diskursgeschichte, Metapherngeschichte, Göttingen 2002 (2. Auflage 2002, russische Übersetzung 2010).
- mit Patrice Veit und Michael Werner (Hrsg.): Le concert et son public. Mutations de la vie musicale en Europe de 1780 à 1914 (France, Allemagne, Angleterre), Paris 2002.
- mit Rudolf Vierhaus (Hrsg.): Biographische Enzyklopädie der deutschsprachigen Aufklärung, München 2002.
- (Hrsg.): Biographie schreiben, Göttingen 2003.
- mit Arnd Bauerkämper und Bernd Struck (Hrsg.): Die Welt erfahren. Reisen als kulturelle Begegnung von 1780 bis heute, Frankfurt a. M., New York 2004.
- mit Martin Gierl (Hrsg.): Jenseits der Diskurse. Aufklärungspraxis und Institutionenwelt in europäisch komparativer Perspektive, Göttingen 2007.
- mit Patrice Veit (Hrsg.): Les sociétés de musique en Europe, 1700–1920. Structures, pratiques musicales, sociabilités, Berlin 2007.
- mit Anne Saada (Hrsg.): Bibliothek als Archiv, Göttingen 2007.
- (Hrsg.): Strukturen der deutschen Frühaufklärung, 1680–1720, Göttingen 2008.
- mit Philippe Büttgen und Michel Espagne (Hrsg.): Die Wissenschaft vom Menschen in Göttingen um 1800. Wissenschaftliche Praktiken, institutionelle Geographie, europäische Netzwerke, Göttingen 2008 (französische Übersetzung 2010).
- mit Patrice Veit und Michael Werner (Hrsg.): Organisateurs et formes d’organisation du concert en Europe, 1700–1920. Institutionnalisation et pratiques, Berlin 2008.
- mit Patrice Veit und Michael Werner (Hrsg.): Espaces et lieux de concert en Europe, 1700–1920. Architecture, musique, société, Berlin 2008.
- mit Gerd-Josef Bötte (Hrsg.): NS-Raubgut, Reichstauschstelle und Preußische Staatsbibliothek. Vorträge des Berliner Symposiums am 3. und 4. Mai 2007, München 2008.
- Clorinda Donbato und Peter H. Reill (Hrsg.): Discourses of Tolerance and Intolerance in the European Enlightenment, Toronto 2009.